# ジョージ・ウェイン

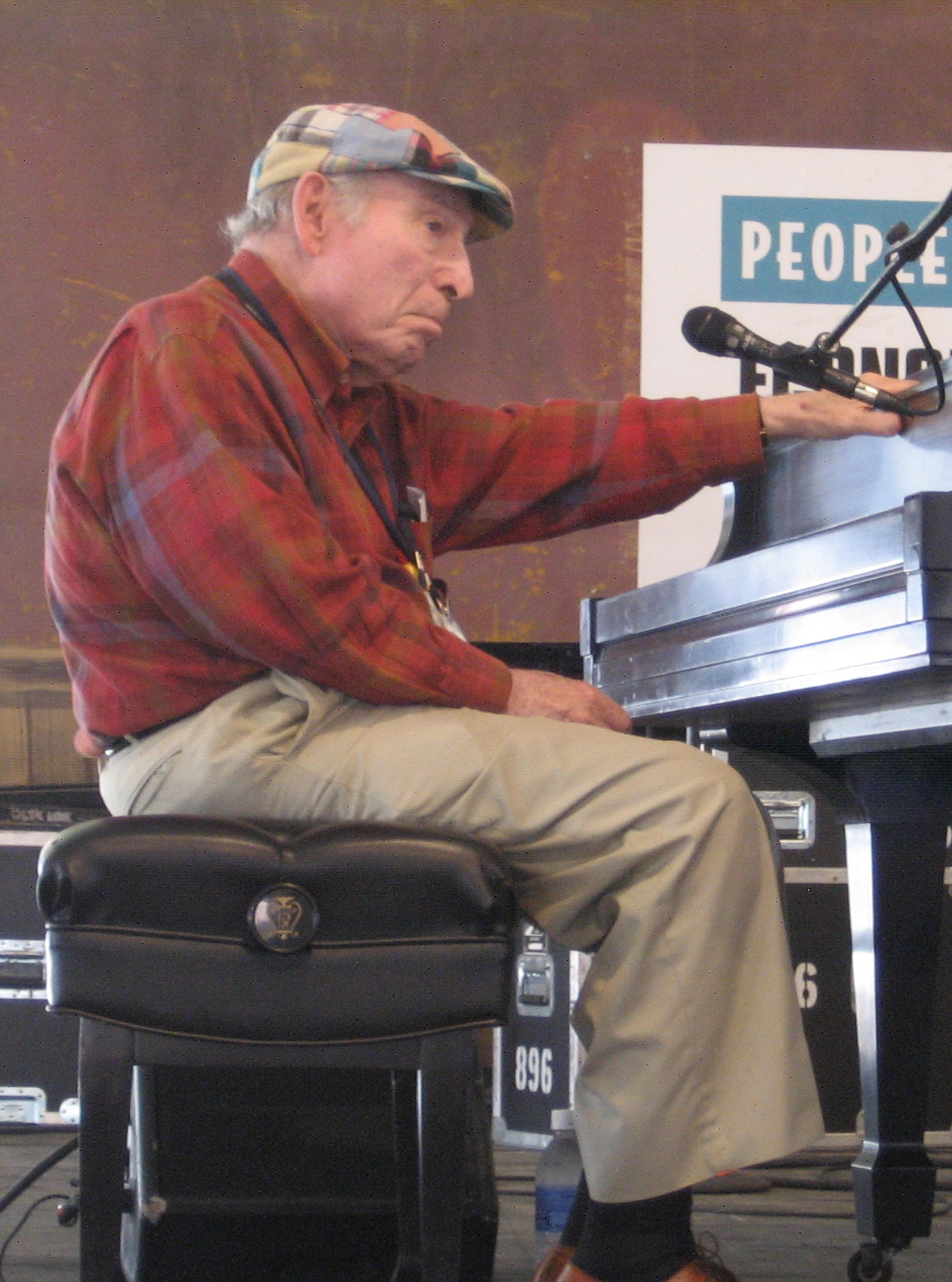
ジョージ・ウェイン（2009年）

ジョージ・ウェイン（George Wein、1925年10月3日 - 2021年9月13日）は、アメリカのジャズ・プロモーター、プロデューサーであった。「最も有名な興行監督」「ジャズの歴史で最も重要な演奏家ではない人物」などと呼ばれた 。彼は、アメリカで1番に知名度が高いジャズ・フェスティバルであろう「ニューポート・ジャズ・フェスティバル」の創設者であった。このフェスティバルは、毎夏ロードアイランド州のニューポートで催されている。

## 生涯
1925年、ボストン生まれ。ウェインはボストン大学で学んでいた頃に、小さなグループを率いて、ボストン近郊でプロのピアニストとして活動していた。1950年、彼はストーリーヴィルという名のジャズクラブを開き、同名のレコードレーベルを設立した。1954年、ニューポートに住んでいたルイス&エレイン・ロリラードは、彼らの生まれ故郷ロードアイランドのニューポートでフェスティバルを催すために、ウェインを招いた。彼ら自身がフェスティバルのための資金を用意し、開催に漕ぎ着けたそのフェスティバルは、アメリカで最初の野外ジャズ・フェスティバルとなった 。そして、ニューポートで毎年開かれる伝統的な行事として定着したのであった。ウェインは、ニューオーリンズ・ジャズ&ヘリテッジ・フェスティバル、ロサンゼルスのPlayboy Jazz Festival、Newport Folk Festival など、他の都市においても数々のフェスティバルを立ち上げていった。また、1960年代にウェインは、大規模なジャズのイベントをプロモートするフェスティバル・プロダクションを設立している。
ウェインは、イベントに企業スポンサーを付ける手法を編み出した。「Schlitz Salute to Jazz」（Schlitzビール）や「Kool Jazz Festival」（Koolタバコ）は、スポンサーの名前を冠した最初のジャズ・イベントとなった。彼のプロダクション会社の目玉となるイベントは、今日では「JVC Jazz Festival at Newport」と呼ばれ、ニューヨーク、ロサンゼルス、シカゴ、パリ、ワルシャワ、東京など複数の都市で開催されている。彼のプロダクション会社のイベントに付いている他のスポンサーには、メロン銀行、『エッセンス』誌、ベライゾン、ベン&ジェリーズ、ダンキンドーナツなどがある。
ウェインは、彼のジャズ・コンサートの仕事によって、たくさんの名誉を得た。1995年、スタジオ・ミュージアム・イン・ハーレムから芸術後援者賞を受けた。2004年にはAARPからインパクト賞を受賞した。彼はフランスのレジオンドヌール勲章を受け、フランス政府から「芸術文学勲章のコマンドゥール (Commandeur de L'Ordre des Arts et Lettres)」に任命された。彼はホワイトハウスで2人のアメリカ合衆国大統領に謁見する名誉を得た。1978年のジミー・カーターと1993年のビル・クリントンである。2005年、国立芸術基金からNEAジャズ・マスターズを受けた。彼の自叙伝『Myself Among Others: A Life in Music』は、ジャズ・ジャーナリスト協会から2004年のジャズについてのベストブックに選ばれた。ウェインは、バークリー音楽大学とロードアイランド音楽大学から名誉学位を受けた。また、カーネギー・ホールの終身名誉理事となっている。